# Jennifer Oehrli
Jennifer Ruth Greti Oehrli (Berna, 13 gennaio 1989) è una calciatrice svizzera, portiere della nazionale svizzera.

## Palmarès

### Club
- Campionato spagnolo: 1

Atlético Madrid: 2018-2019
- Campionato svizzero: 1

Zuchwil 05: 2006-2007
- Coppa Svizzera: 1

Zuchwil 05: 2005-2006